# Oncholaimus vesicarius
Oncholaimus vesicarius är en rundmaskart som först beskrevs av Christian Wieser 1959.  Oncholaimus vesicarius ingår i släktet Oncholaimus och familjen Oncholaimidae. Inga underarter finns listade i Catalogue of Life.